# تاکافومی وادا
تاکافومی وادا (انگلیسی: Takafumi Wada؛ زادهٔ ۸ فوریهٔ ۱۹۷۹) آهنگساز اهل ژاپن است. وی از سال ۲۰۰۲ میلادی تاکنون مشغول فعالیت بوده‌است.